# 圣帕尔东德孔克
圣帕尔东德孔克（法語：Saint-Pardon-de-Conques，法語發音：[sɛ̃ paʁdɔ̃ də kɔ̃k]）是法国吉伦特省的一个市镇，属于朗贡区。

## 地理
圣帕尔东德孔克（44°33'15"N, 0°10'52"W）面积6.68 平方千米，位于法国新阿基坦大区吉倫特省，该省份为法国西南部沿海省份，是法國本土面积最大的省，北起滨海夏朗德省，西临大西洋，南至朗德省，东南接洛特-加龍省，东临多爾多涅省。
与圣帕尔东德孔克接壤的市镇（或旧市镇、城区）包括：圣皮埃尔多里亚克、欧罗斯、比约雅克、圣卢贝尔、圣皮埃尔德蒙、卡斯泰茨昂多尔特。

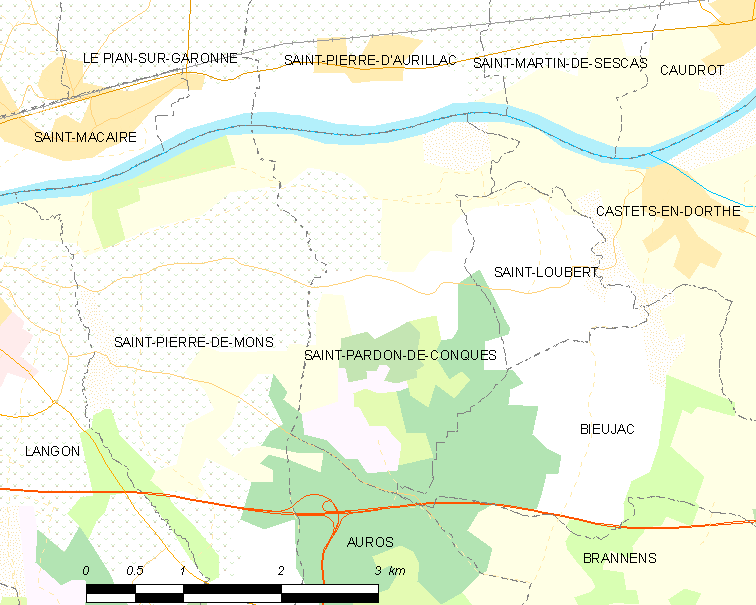
圣帕尔东德孔克的OSM定位图

圣帕尔东德孔克的时区为UTC+01:00、UTC+02:00（夏令时）。

## 行政
圣帕尔东德孔克的邮政编码为33210，INSEE市镇编码为33457。

## 政治
圣帕尔东德孔克所属的省级选区为南吉伦特县。

## 人口

1962-2008年间圣帕尔东德孔克人口变化图示

圣帕尔东德孔克于2022年1月1日时的人口数量为639人。